# Five Points (Alabama)
Five Points è un comune degli Stati Uniti d'America situato nella contea di Chambers dello Stato dell'Alabama.